# Aleksander Nikolajevič Aleksejev
Aleksander Nikolajevič Aleksejev (rusko Александр Николаевич Алексеев), sovjetski general, * 15. september 1902, † 21. april 1970.

## Življenjepis
Med drugo svetovno vojno je bil načelnik štaba 13. (1942–44) in 4. letalske armade (1944–45).